# ICE (chemotherapie)
ICE (of R-ICE) is een combinatiechemotherapie die voornamelijk wordt gebruikt als tweedelijnsbehandeling voor de ziekte van Hodgkin en non-hodgkinlymfoom-varianten. Het is een afkorting van de geneesmiddelen (cytostatica) die onderdeel zijn van het therapieschema:
- Ifosfamide
- Carboplatine
- Etoposide (Vepesid)

Wanneer rituximab onderdeel is van de behandeling wordt dit schema R-ICE genoemd.
ICE wordt toegepast in combinatie met een stamceltransplantatie. 

## Bijwerkingen
- Neuropathie
- Haaruitval
- Tinnitus bij Carboplatine (in enkele gevallen)